# Cantonul Vézelay
Cantonul Vézelay este un canton din arondismentul Avallon, departamentul Yonne, regiunea Burgundia, Franța.

## Comune
- Asnières-sous-Bois
- Asquins
- Blannay
- Brosses
- Chamoux
- Châtel-Censoir
- Domecy-sur-Cure
- Foissy-lès-Vézelay
- Fontenay-près-Vézelay
- Givry
- Lichères-sur-Yonne
- Montillot
- Pierre-Perthuis
- Saint-Moré
- Saint-Père
- Tharoiseau
- Vézelay (reședință)
- Voutenay-sur-Cure